# Красное (Луганская область)
Красное (укр. Красне) — село в Краснодонском районе Луганской области Украины. Под контролем самопровозглашённой Луганской Народной Республики. Входит в Новоанновский сельский совет.

## Общие сведения
Занимает площадь 3,002 км². Почтовый индекс — 94471. Телефонный код — 6435. Код КОАТУУ — 4421485503.

## Население
Население по переписи 2001 года составляло 516 человек.

## География
Село расположено на реке Луганчик, к юго-востоку от луганского аэропорта. Соседние населённые пункты: сёла Переможное на северо-западе, Пятигоровка, Первозвановка (выше по течению Луганчика) на юго-западе, Андреевка (выше по течению Луганчика), Глубокое и Красный Яр на юге, посёлок Семейкино, город Краснодон и сёла Радянское на юго-востоке, Самсоновка на востоке, Придорожное на северо-востоке, Новоанновка (ниже по течению Луганчика) на севере.

## История
Первоначально село носило название Церковное, которое происходило от наименования балки «Церковный Яр». Поселение было основано во второй половине XVIII века на правах ранговой дачи поручиком Сребреницким, впоследствии эти земли отошли А. М. Бабину. Во второй половине XIX века в селе проживало 236 мужчин и 247 женщин. Современное название село получило в советскую эпоху.
14 июня 2014 года около села потерпел крушение самолёт украинских ВВС Ил-76, сбитый в ходе вооруженного конфликта на востоке Украины сепаратистами ЛНР.

## Местный совет
94470, Луганская обл., Краснодонский р-н, с. Новоанновка, ул. Советская, 34